# Lindevangsparken
Lindevangsparken er en park på Frederiksberg i København. Parken ligger i Lindevangskvarteret ved hjørnet af Finsensvej og Dalgas Boulevard. Den blev etableret i 1932 som den ældste kommunale park på Frederiksberg og er med sine 33.000 m² også den største. De meget større og ældre Frederiksberg Have og Søndermarken ejes begge af staten.
Parken blev beskyttet af Fredningsnævnet i 1960. I 2014-2015 gennemgik den en renovering sponsoreret af Realdania, der omfattede beskyttelse af nabolaget mod oversvømmelse ved kraftig regn. Parken blev genindviet 18. november 2015.
Legepladsen blev renoveret i 2009. I 2013 blev den udvidet med en elektronisk kontrolleret vandlegeplads.